# Макфол, Вилли
Уильям «Вилли» Стюарт Макфол (англ. William (Willie) Stewart McFaul; 1 октября 1943 года, Колрейн, Северная Ирландия) — североирландский футболист и тренер.

## Карьера
На взрослом уровне начинал играть в футбол в североирландском «Линфилд», с котором вратарь завоевывал национальные титулы. В 1966 году Макфол перешел в «Ньюкасл Юнайтед». На протяжении девяти сезонов он выступал за «сорок». Вместе с ними голкипер побеждал в Кубке Ярмарок и доходил до финала Кубка Англии. На протяжении нескольких лет вызывался в сборную Северной Ирландии, где он был сменщиком Пата Дженнингса.
Со временем Макфол занялся тренерской работой. В 1985 году он возглавил «Ньюкасл». Именно при нем в команде дебютировал 18-летний Пол Гаскойн. Также в разное время он руководил североирландским «Колрейном» и сборной Гуама.

## Достижения
- Обладатель Кубка ярмарок (1): 1968/69.
- Финалист Кубка Англии (1): 1973/1974.
- Чемпион Северной Ирландии (2): 1961/62, 1965/66.
- Обладатель Кубка Северной Ирландии (2): 1961/62, 1962/63.
- Финалист Кубка Северной Ирландии (1): 1965/66.